# اسامه ادریسی
اسامه ادریسی (انگلیسی: Oussama Idrissi؛ زادهٔ ۲۶ فوریهٔ ۱۹۹۶) بازیکن فوتبال اهل مراکش است.

## باشگاهی
از باشگاه‌هایی که در آن بازی کرده‌است می‌توان به خرونینگن و سویا اشاره کرد.

## تیم ملی
وی همچنین در تیم‌های ملی فوتبال زیر ۱۷ سال هلند، زیر ۱۷ سال هلند، زیر ۲۰ سال هفند، زیر ۲۱ سال هلند و مراکش بازی کرده‌است.